# Brizziite
La brizziite (simbolo IMA: Bzi) è un raro minerale appartenente alla famiglia degli "ossidi e idrossidi" con composizione chimica NaSbO3.

## Etimologia e storia
Il nome del minerale è in onore di [Giancarlo Brizzi (1936 - 1992), un importante collezionista di minerali italiano e mineralogista dilettante che scoprì i primi esemplari. Diede un contributo significativo alla mineralogia della Toscana e in particolare alla miniera di stibnite "Le Cetine" presso Chiusdino (Toscana).

## Classificazione
Nella classica nona edizione della sistematica dei minerali di Strunz, aggiornata dall'Associazione Mineralogica Internazionale (IMA) fino al 2009, elenca la brizziite nella classe "4. Ossidi (idrossidi, V[5,6] vanadati, arseniti, antimoniti, bismutiti, solfiti, seleniti, telluriti, iodati)" e nella sottoclasse "4.C Metallo:Ossigeno = 2:3, 3:5 e simili"; questa è ulteriormente suddivisa in base alla dimensione dei cationi coinvolti in modo tale che la brizziite possa essere trovata nella sezione "4.CB Con cationi di media dimensione" dove insieme ad auroantimonato, corindone, ecandrewsite, ematite, eskolaite, geikielite, karelianite, ilmenite, melanostibite, pirofanite, romanite e tistarite forma il sistema nº 4.CB.05.
Nell'edizione successiva, proseguita dal database "mindat.org", la classificazione del minerale rimane invariata, anche se nel sistema 4.CB.05 la brizziite, oltre ai minerali già citati, è in compagnia anche della hemleyite.
Nella Sistematica dei lapis (Lapis-Systematik) di Stefan Weiß la brizziite si trova nella classe degli "ossidi" e nella sottoclasse degli "ossidi con rapporto metallo:ossigeno = 2:3 (M2O3 e composti correlati)"; qui è nel "gruppo dell'ilmenite" dove forma il sistema nº IV/C.05 insieme a geikielite, ilmenite, pirofanite, ecandrewsite e melanostibite.
Contrariamente alle precedenti sistematiche, la classificazione dei minerali secondo Dana, usata principalmente nel mondo anglosassone, elenca la brizziite nella famiglia degli "fosfati, arseniati e vanadati"; qui è nella classe degli "antimoniati" e nella sottoclasse degli "antimonati con formule diverse" dove forma il sistema nº 44.3.12 come unico membro.

## Abito cristallino
La brizziite cristallizza nel sistema trigonale nel gruppo spaziale R3 (gruppo nº 148) con i parametri reticolari a = 5,301 Å e c = 15,932 Å, oltre ad avere 6 unità di formula per cella unitaria.

## Origine e giacitura
La brizziite è un prodotto di alterazione della stibnite in un deposito di antimonio in calcare altamente silicificato; qui è in paragenesi con cetineite, mopungite, stibiconite e sénarmontite.
La brizziite è un minerale molto raro: è stata trovata nella sua località tipo, la miniera "Le Cetine" (43.23198°N 11.1683°E) presso Chiusdino e la miniera di "Pereta" a Scansano (entrambe in Toscana, Italia); inoltre si conoscono anche nei fori di trivellazione di "Włosienica" (nel distretto di Oświęcim) e di "Pasternik" (nel distretto di Gorlice), entrambi in Polonia; nella miniera di "Rescatada" presso Cuevas del Almanzora (in Almería, Spagna).

## Forma in cui si presenta in natura
La brizziite forma cristalli esagonali piatti, di dimensioni fino a 0,2 mm, appiattiti su {0001}, in aggregati densi e incrostazioni.
I cristalli, trasparenti, hanno lucentezza perlacea e sono incolori, rosa chiaro o giallo quando in aggregati. Il colore del loro striscio è bianco.